# Adela Abbo de Calvani
Adela Abbo de Calvani (Cúcuta, Colombia, 2 de diciembre de 1919-Guatemala, 18 de enero de 1986) fue una docente y política venezolana. Fue la primera mujer en presidir el Concejo Municipal de Caracas.

## Carrera
Hija del empresario y comerciante Tito Abbo y de Adela Fontana. Estudió en Italia, Francia y Estados Unidos. En 1948 se graduó en la Escuela Católica de Servicios Sociales, donde tuvo como profesores a Rafael Caldera y de Arístides Calvani. El 17 de septiembre de 1949 contrajo matrimonio con este último.
Posteriormente cursó estudios de especialización en Nueva York. Regresó al país y se dedicó a la docencia entre 1950 y 1960 en la misma Escuela Católica de Servicios Sociales. También participó en organizaciones benéficas como la Federación de Instituciones Privadas para la Atención al Joven y la Familia (FIPAN), Cáritas y la Asociación Nacional de Voluntarios.
El 13 de marzo de 1969 fue designada por el presidente Rafael Caldera como delegada para el estudio, organización y estructuración de la Secretaría de Promoción Popular, la cual tenía como objetivo la estimulación para una participación más activa en la vida social y desarrollo del país de los sectores marginados. Adela luego se encargó de la secretaría del organismo.
En 1974 fundó el Centro de Promoción del Hombre (PROHOMBRE), del cual fue presidenta. En las elecciones generales de 1978 fue electa concejal del Distrito Federal, y entre junio de 1979 y abril de 1981 estuvo enfrente de la municipalidad caraqueña, convirtiéndose en la primera mujer en ejercer la presidencia del Concejo Municipal de Caracas.
El 18 de enero de 1986, durante un vuelo en rumbo a Tikal, Guatemala, falleció en el accidente del Sud Aviation Caravelle de Aerovías Guatemala junto a su esposo Arístides Calvani y dos de sus hijas, Graciela y María Elena. Actualmente se encuentra en proceso de beatificación junto a su esposo.